# Cirque Romanès
Pour un article plus général, voir Famille Bouglione.

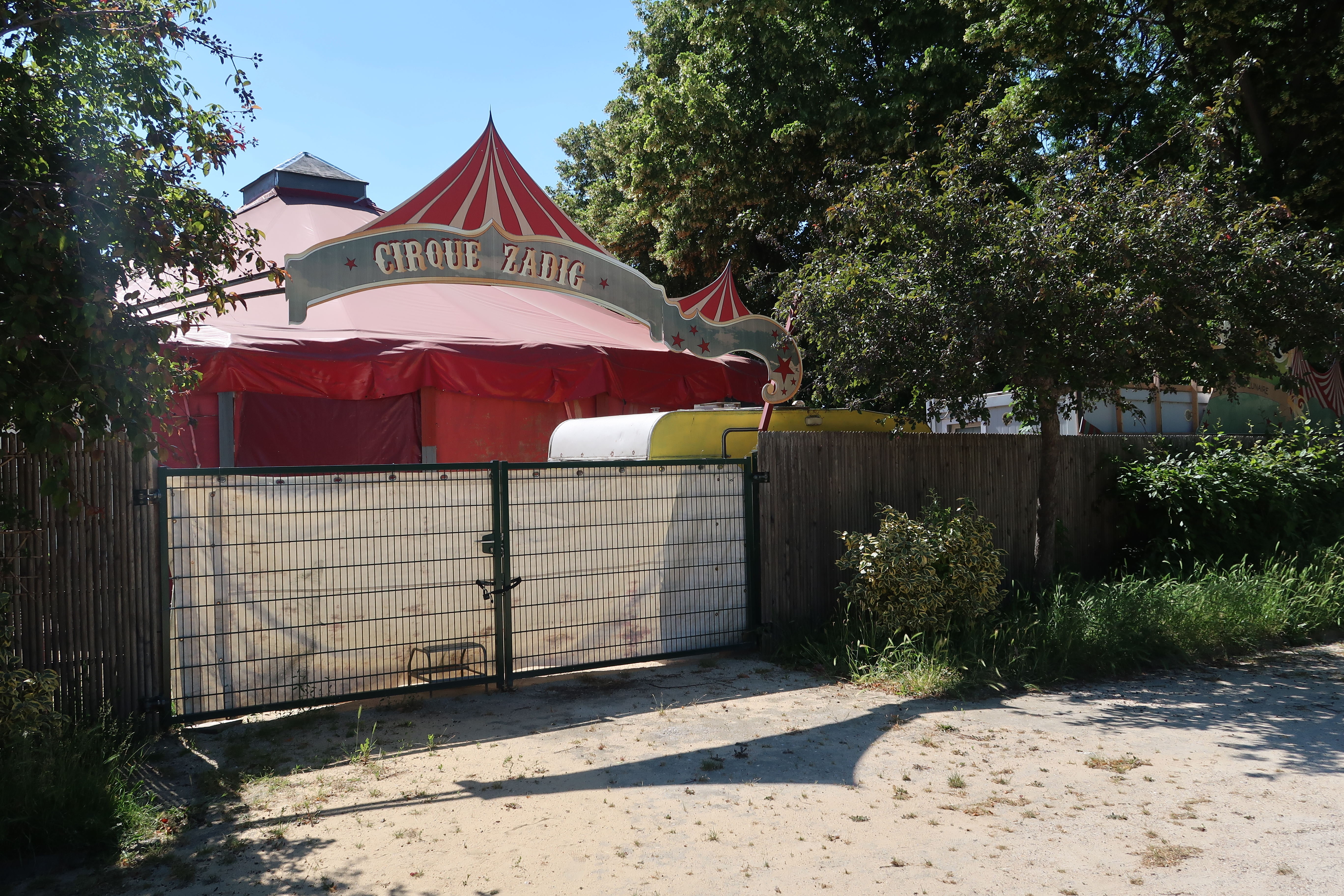
Entrée du cirque, à Paris.

Le cirque Romanès est un cirque tzigane créé en 1994 par Alexandre Romanès, ex-dompteur de lions, joueur de luth, funambule et poète, et Délia Romanès, sa femme, chanteuse et musicienne.

## Histoire
Il s'agit du « dernier cirque tzigane au monde ». Il souhaite faire vivre la culture tzigane, rom, gitane ou encore manouche. 
Institution familiale dotée de huit caravanes, le cirque est installé l'hiver à Paris depuis le milieu des années 1990 et part en tournée en France à partir de mai. Lorsqu'il s'arrête dans une ville, il y reste trois mois. Ne faisant pas se produire d'animaux, il compte une vingtaine d'artistes et des musiciens. Il présente notamment des numéros de trapèze, de funambule, de jonglage, de cerceaux ou encore des danses traditionnelles,.
Initialement installé l'hiver au nord-ouest de Paris (actuelle place de Jérusalem), le cirque se trouve depuis 2016 dans le square Alexandre-et-René-Parodi, en face du 35 boulevard de l'Amiral-Bruix (16e arrondissement de Paris). Il est accessible par la ligne 1 à la station Porte Maillot.